# Megachile poeyi
Megachile poeyi är en biart som beskrevs av Guérin-Méneville 1845. Megachile poeyi ingår i släktet tapetserarbin, och familjen buksamlarbin. Inga underarter finns listade i Catalogue of Life.